# Obazoa
Obazoa (Brown et al., 2013) je predložena sestrinska klada Amoebozoa (koji zajedno čine Amorphea). Obazoa se sastoji od Breviatea, Apusomonadida i Opisthokonta, a posebno isključuje Amoebozoa. Termin Obazoa zasnovan je na OBA kratici za Opisthokonta, Breviatea i Apusomonadida.
Utvrđivanje smeštaja Breviatea i Apusomonadida i njihovih svojstava je od interesa za razvoj opistokonta u kojima su nastale glavne loze životinja i gljivica. Odnosi između opistokonta, breviata i apusomonada nisu konačno razrešeni (prema podacima iz 2018. godine), iako se obično smatra da je Breviatea najosnovnija od tri loze.